# Chessy (Rodan)
Chessy – miejscowość i gmina we Francji, w regionie Owernia-Rodan-Alpy, w departamencie Rodan.
Według danych na rok 1990 gminę zamieszkiwały 1262 osoby, a gęstość zaludnienia wynosiła 277 osób/km² (wśród 2880 gmin regionu Rodan-Alpy Chessy plasuje się na 660. miejscu pod względem liczby ludności, natomiast pod względem powierzchni na miejscu 1551.).

## Galeria

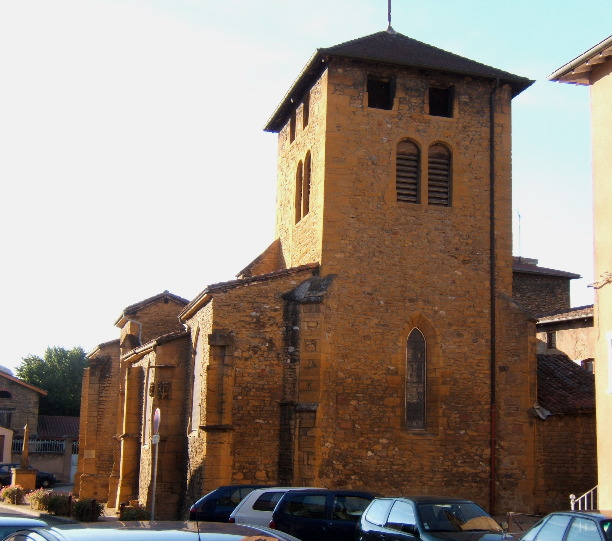
Kościół w Chessy, 2005
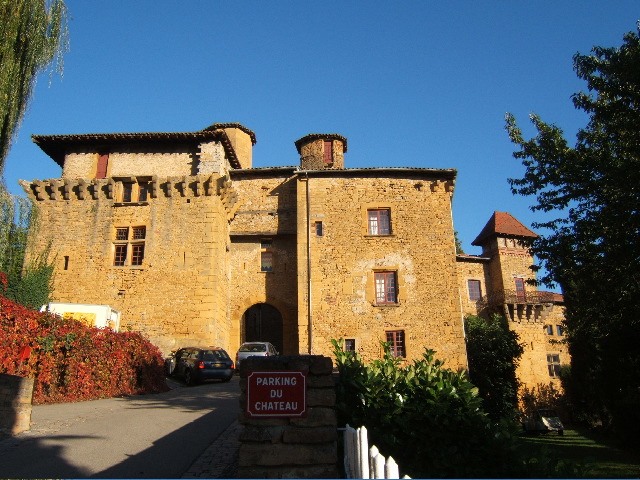
Zamek w Chessy, 2005